# Nomenclatura de la bateria

Sistema de designació del tipus de bateria IEC 60086

La nomenclatura estàndard de les bateries descriu les bateries portàtils de cèl·lules seques que tenen dimensions físiques i característiques elèctriques intercanviables entre fabricants. La llarga història de les cèl·lules seques d'un sol ús significa que es van utilitzar molts estàndards específics del fabricant i nacionals per designar les mides, molt abans que s'assolís els estàndards internacionals. Els estàndards tècnics de mides i tipus de bateries els estableixen organitzacions de normalització com la Comissió Electrotècnica Internacional (IEC) i l'Institut Nacional d'Estàndards Americà (ANSI). Les mides populars encara es fan referència a les antigues designacions estàndard o de fabricant, i algunes designacions no sistemàtiques s'han inclòs en els estàndards internacionals actuals a causa de l'ampli ús.
La nomenclatura completa de la bateria especificarà completament la mida, la química, la disposició dels terminals i les característiques especials d'una bateria. La mateixa mida de cèl·lula físicament intercanviable pot tenir característiques molt diferents; la intercanviabilitat física no és l'únic factor en la substitució de les bateries.
Els estàndards nacionals per a bateries seques han estat desenvolupats per ANSI, JIS, estàndards nacionals britànics i altres. Existeixen estàndards civils, comercials, governamentals i militars. Dos dels estàndards més comuns que s'utilitzen actualment són la sèrie IEC 60086 i la sèrie ANSI C18.1. Ambdues normes proporcionen dimensions, característiques de rendiment estàndard i informació de seguretat.
Els estàndards moderns contenen tant noms sistemàtics per als tipus de cel·les que donen informació sobre la composició i la mida aproximada de les cel·les, així com codis numèrics arbitraris per a la mida de les cel·les.

## Nomenclatura IEC de bateries
Tres comitès tècnics diferents de l'IEC fan normes sobre bateries: TC21 (plom-àcid), SC21 (altres secundàries) i TC35 (primàries). Cada grup ha publicat estàndards relacionats amb la nomenclatura de bateries: IEC 60095 per a bateries d'arrencada de plom-àcid, IEC 61951-1 i 61951-2 per a bateries Ni-Cd i Ni-MH, IEC 61960 per a bateries Li-ion i IEC 60086- 1 per a bateries primàries.

### Bateries primàries
Exemples de designacions de bateries IEC:
| Designació | Cèl·lules de sèrie | Sistema | Forma | Codi normalitzat o codi de diàmetre |
| ---------- | ------------------ | ------- | ----- | ----------------------------------- |
| R20        |                    |         | R     | 20                                  |
| 4R25X      | 4                  |         | R     | 25                                  |
| 4LR25-2    | 4                  | L       | R     | 25                                  |
| 6F22       | 6                  |         | F     | 22                                  |
| 6P222/162  | 6                  |         | P     | 222                                 |
| CR17345    |                    | C       | R     | 17                                  |
| LR2616J    |                    | L       | R     | 26                                  |
| LR8D425    |                    | L       | R     | 8.5                                 |

#### Sistema electroquímic
La primera lletra identifica la composició química de la bateria, que també implica una tensió nominal.
| Codi de lletra | Elèctrode negatiu | Electròlit                     | Elèctrode positiu                         | Nominals tensió (V) | Obertura màxima tensió del circuit (V) |
| -------------- | ----------------- | ------------------------------ | ----------------------------------------- | ------------------- | -------------------------------------- |
| (cap)          | Zinc              | Clorur d'amoni, Clorur de zinc | Diòxid de manganès                        | 1.5                 | 1.725                                  |
| A              | Zinc              | Clorur d'amoni, Clorur de zinc | Oxigen                                    | 1.4                 | 1,55                                   |
| B              | Liti              | Electròlit orgànic             | Monofluorur de carboni                    | 3.0                 | 3.7                                    |
| C              | Liti              | Electròlit orgànic             | Diòxid de manganès                        | 3.0                 | 3.7                                    |
| E              | Liti              | Electròlit inorgànic no aquós  | Clorur de tionil                          | 3.6                 | 3.9                                    |
| F              | Liti              | Electròlit orgànic             | Disulfur de ferro                         | 1.5                 | 1,83                                   |
| G              | Liti              | Electròlit orgànic             | Òxid de coure (II).                       | 1.5                 | 2.3                                    |
| L              | Zinc              | Hidròxid de metall alcalí      | Diòxid de manganès                        | 1.5                 | 1,65                                   |
| M (retirat)    | Zinc              | Hidròxid de metall alcalí      | Òxid mercuric                             | 1.35                |                                        |
| N (retirat)    | Zinc              | Hidròxid de metall alcalí      | Òxid de mercuri, diòxid de manganès       | 1.4                 |                                        |
| P              | Zinc              | Hidròxid de metall alcalí      | Oxigen                                    | 1.4                 | 1,68                                   |
| S              | Zinc              | Hidròxid de metall alcalí      | Òxid de plata                             | 1,55                | 1,63                                   |
| Z              | Zinc              | Hidròxid de metall alcalí      | Diòxid de manganès, oxihidròxid de níquel | 1.5                 | 1,78                                   |

#### Codi de talla
Algunes mides, donades per números d'un o dos dígits, representen codis de mida estàndard d'edicions anteriors de l'estàndard. Les mides de 4 o més dígits indiquen el diàmetre de la bateria i l'alçada total.
| Número codi | Nominals diàmetre | Nominals alçada | Nom comú |
| ----------- | ----------------- | --------------- | -------- |
| R25         | 32                | 91              | F        |
| R20         | 34.2              | 61.5            | D        |
| R14         | 26.2              | 50,0            | C        |
| R6          | 14.5              | 50.5            | AA       |
| R1          | 12.0              | 30.2            | N        |
| R03         | 10.5              | 44.5            | AAA      |

### Bateries secundàries

#### Bateries de níquel-cadmi i níquel-hidrur metàl·lic
Les bateries de níquel-cadmi i níquel-hidrur metàl·lic segueixen una regla semblant a la del sistema anterior; especialment les cèl·lules cilíndriques dissenyades per ser intercanviables dimensionalment amb les bateries primàries utilitzen la mateixa designació que les bateries primàries, els codis per als sistemes electroquímics.

#### Bateries de ions de liti
Les bateries d'ions de liti tenen una regla diferent per a la denominació, que s'aplica tant a les bateries de diverses cèl·lules com a una única.